# 庆符镇
庆符镇，是中华人民共和国四川省宜宾市高县下辖的一个镇。2019年8月，撤销四烈乡，将其所属的希望社区、先峰社区、金星村、永华村、星光村、四烈村、大华村、苗儿村、水井村、店子村、阎村村、水塘村行政区域划归庆符镇管辖。

## 行政区划
庆符镇下辖以下地区：
庆山社区、兴符社区、新城社区、东升社区、石门社区、百通村、小靖村、苽芦村、游鱼村、永联村、三清村、普陀村、二龙村、黄荆村、清溪村、仰天村、葛藤村、泡桐村、东升村、鹅卵村、骆家村、枞木村、水鸭村、黄桷社区村、五公村、将军村、西江村、百家村、河心村、金鱼村、红岩村、水洞村、白岩村和新桥村、希望社区、先峰社区、金星村、永华村、星光村、四烈村、大华村、苗儿村、水井村、店子村、阎村村、水塘村。